# Meremäe
Meremäe (em estoniano:  Meremäe vald) é um município rural estoniano localizado na região de Võrumaa.